# Crucible Lake
Der Crucible Lake ist ein Gebirgssee im Queenstown-Lakes District der Region Otago auf der Südinsel von Neuseeland.

## Geographie
Der Crucible Lake befindet sich auf einer Höhe von 1172 m, rund 1000 m südöstlich des 2360 m hohen Mount Alba und des westlich angrenzenden Axius Glacier. Der See, der eine leicht ovale Form besitzt, umfasst eine Fläche von 14,1 Hektar und hat einen Seeumfang von rund 1,35 km. Die Ausmaße des Sees betragen rund 460 m in Nordwest-Südost-Richtung und rund 400 m in Südwest-Nordost-Richtung. Der Abfluss des Crucible Lake befindet sich an seiner südöstlichen Seite und führt seine Wässer über rund 3,2 km dem Siberia Stream zu.